# Kärntner Landesausstellung

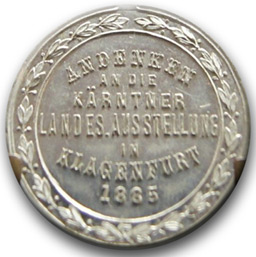
Gedenkmünze: Andenken an die Kärntner Landesausstellung in Klagenfurt 1885

Die erste Kärntner Landesausstellung fand 1885 in Klagenfurt statt. 1329 ausstellende Firmen präsentierten rund 100.000 Besuchern ihre Leistungen und legten den Grundstein für die heutige Klagenfurter Messe.
Die besonders nach 1848 einsetzende wirtschaftliche Entwicklung führte in Klagenfurt zur Gründung des Kärntner Industrie- und Handelsvereines, gleichsam der ersten Kammer der gewerblichen Wirtschaft auf dem Boden der österreichischen Monarchie, neben der auch die Landwirtschaftsgesellschaft eine lebhafte und wichtige Tätigkeit entfaltete. Beide Institutionen führten 1885 die „Kärntner Landesausstellung“ durch, die mehr als 100.000 Besucher zählte. Diese Messe blieb aber ein einzelnes Ereignis.
Die Kärntner Landesausstellungen der jüngeren Vergangenheit sind weniger wirtschaftlichen denn kulturhistorischen Themen gewidmet und dienen zudem der touristischen Bewerbung des Landes. Die erste hiervon fand 1991 in St. Paul im Lavanttal statt. Danach folgten in unregelmäßigen Abständen weitere Ausstellungen unter diesem Titel. Die Veranstaltungen der Landesausstellung werden vom Land Kärnten finanziert.
Die letzte Landesausstellung fand 2020 anlässlich der 100-Jahr-Feier der Volksabstimmung 1920 statt. Diese Landesausstellung wurde als partizipatives Format im Südkärntner Raum abgehalten und umfasste 89 Kunst-, Kultur und Wissenschaftsprojekte, eine mobile Ausstellung sowie die offiziellen Feierlichkeiten des Landes Kärnten. Bedingt durch die Bestimmungen der Bundesregierung zur Eindämmung der COVID-19-Pandemie wurden einige Veranstaltungen 2021 und 2022 abgehalten.

## Bisherige Landesausstellungen
| Jahr    | Ausstellung                                                  | Ort                   | Beschreibung                                                                                             |
| ------- | ------------------------------------------------------------ | --------------------- | --- |
| 1991    | „Schatzhaus Kärntens – 900 Jahre Benediktinerstift St. Paul“ | St. Paul im Lavanttal | Stift St. Paul – 900. Gründungsjubiläum                                                                  |
| 1995    | „Grubenhunt und Ofensau – Vom Reichtum der Erde“             | Heft/Hüttenberg       | Bergbau und Metallverarbeitung                                                                           |
| 1997    | „alles jagd“                                                 | Ferlach               | Jagd |
| 2001    | „Schauplatz Mittelalter“                                     | Friesach              | Leben und Alltag im Mittelalter                                                                          |
| 2004/05 | „Kärnten wasser.reich“                                       | Mölltal               | u. a. Wasserenergie, Wasser in der Kunst, Heilquellen                                                    |
| 2006/07 | „Kärnten wasser.reich“                                       | Lieser- und Maltatal  | u. a. Wasserenergie, Wasser in der Kunst, Heilquellen                                                    |
| 2008/09 | „Kärnten wasser.reich“                                       | Millstätter See       | u. a. Wasserenergie, Wasser in der Kunst, Heilquellen                                                    |
| 2011    | „500 Jahre Protestantismus in Kärnten“                       | Fresach               | |
| 2020    | Carinthija 2020 – ein Land in Zeitreisen und Perspektiven    | Südkärnten            | Mobile Ausstellung sowie Kultur- und Wissenschaftsprojekte anlässlich 100 Jahre Kärntner Volksabstimmung |